# The Sound of Johnny Cash
The Sound of Johnny Cash — восьмий студійний альбом американського співака та автора пісень Джонні Кеша, випущений 4 червня 1962 року. Серед інших пісень він містить композицію «In the Jailhouse Now», кавер на роботу Джиммі Роджерса, яка досягла восьмої позиції у кантрі-чартах, і «Delia's Gone», яку Кеш перезапише роками пізніше, у альбомі American Recordings у 1994 році. Кеш також записав значно повільнішу, більше схожу на баладу, версію «I'm Free from the Chain Gang Now», яка зрештою вийшла 2006 року на American V: A Hundred Highways як остання пісня в альбомі.
Під час запису альбому Кеш перезаписав свої хіти Sun Records «Folsom Prison Blues», «Hey, Porter» і «I Walk the Line», але жодна з цих версій не була використана в альбомі і залишалася невиданою до 1990-х.

## Список пісень
| Сторона один | Сторона один                      | Сторона один                  | Сторона один |
| #            | Назва                             | Автор                         | Тривалість   |
| ------------ | --------------------------------- | ----------------------------- | ------------ |
| 1.           | «Lost on the Desert»              | Даллас Фрейзер, Бадді Майз    | 2:01         |
| 2.           | «Accidentally on Purpose»         | Даррелл Едвардс, Джордж Джонс | 1:56         |
| 3.           | «In the Jailhouse Now»            | Джиммі Роджерс                | 2:23         |
| 4.           | «Mr. Lonesome»                    | Томпалл Глейзер               | 2:18         |
| 5.           | «You Won't Have Far to Go»        | Чарльз Глейзер                | 1:50         |
| 6.           | «Cotton Fields (The Cotton Song)» | Ледбеллі                      | 2:34         |

| Сторона два | Сторона два                           | Сторона два                   | Сторона два |
| #           | Назва                                 | Автор                         | Тривалість  |
| ----------- | ------------------------------------- | ----------------------------- | ----------- |
| 7.          | «Delia's Gone»                        | Карл Зільберсдорф, Дік Тупс   | 2:01        |
| 8.          | «I Forgot More Than You'll Ever Know» | Сесіл Нулл                    | 2:27        |
| 9.          | «You Remembered Me»                   | Кеш                           | 2:05        |
| 10.         | «I'm Free from the Chain Gang Now»    | Лу Гершер, Сол Кляйн          | 1:51        |
| 11.         | «Let Me Down Easy»                    | Томпалл Глейзер, Джим Глейзер | 1:46        |
| 12.         | «Sing It Pretty, Sue»                 | Кеш                           | 2:00        |

## Учасники запису
- Джонні Кеш — вокал, ритм-гітара
- Лютер Перкінс — соло-гітара
- Рей Едентон — гітара
- Маршалл Грант — бас-гітара
- Флойд Крамер — фортепіано
- Бадді Гарман — барабани
- Дон Хелмс — сталева гітара